# 久留米市立宮ノ陣小学校
久留米市立宮ノ陣小学校（くるめしりつ みやのじんしょうがっこう）は、福岡県久留米市宮ノ陣町大杜にある公立小学校。

## 沿革
- 1901年 - 開校
- 2000年 - 創立百周年式典挙行

## 交通手段
- 西日本鉄道（西鉄） - 学校前駅

## 周辺
- 光寿苑（老人ホーム）
- 学校前駅
- 五万騎塚
- 久留米市立宮ノ陣中学校